# Uljoty
Uljoty (russisch Улёты) ist ein Dorf (selo) in der Region Transbaikalien in Russland mit 6061 Einwohnern (Stand 14. Oktober 2010).

## Geographie
Der Ort liegt etwa 100 km Luftlinie südwestlich der Regionshauptstadt Tschita. Er befindet sich südöstlich des Jablonowygebirges am linken Ufer der Ingoda.
Uljoty ist Verwaltungszentrum des Rajons Uljotowski sowie Sitz der Landgemeinde Uljotowskoje selskoje posselenije, zu der außerdem das Dorf Balsoi (8 km westlich) gehört.

## Geschichte
Das Dorf wurde 1788 erstmals erwähnt. Seit 1926 ist es Verwaltungssitz eines Rajons.

### Bevölkerungsentwicklung
| Jahr | Einwohner |
| ---- | --------- |
| 1923 | 1365      |
| 1939 | 3284      |
| 1959 | 4345      |
| 1970 | 5177      |
| 1979 | 5957      |
| 1989 | 6693      |
| 2002 | 6350      |
| 2010 | 6061      |

Anmerkung: ab 1959 Volkszählungsdaten

## Verkehr
Nordwestlich an Uljoty führt die Fernstraße M55 vorbei, die Irkutsk über Ulan-Ude mit Tschita verbindet und Teil der transkontinentalen Straßenverbindung ist.